# Richard Benjamin Harrison
Richard Benjamin Harrison Jr. (Danville, Virgínia, EUA 4 de març del 1941 - Las Vegas, Nevada, EUA 25 de juny de 2018), també conegut pel malnom de The Old Man (L'home vell) i The Appraiser (El taxador) era un empresari estatunidenc i personalitat de xou d'impacte, conegut per ser el copropietari de la World Famous Gold & Silver Pawn Shop, com es veu a la sèrie del canal History Pawn Stars. Harrison era el copropietari de la casa d'empenyorament amb el seu fill Rick Harrison. Van obrir junts la botiga el 1989.
Se'l coneix popularment pel seu malnom, "The Old Man", que es guanyà als 38 anys.

## Carrera professional
Des del 19 de juliol de 2009 fins a la seva mort, Harrison i el seu fill Rick, juntament amb el seu net Richard Corey "Big Hoss" Harrison i l'amic d'infantesa d'aquest i treballador seu Austin "Chumlee" Russell, han aparegut al programa de telerealitat Pawn Stars al canal History. A Harrison se'l representa com a poc parlador i fàcil de fer enfadar. "Chumlee" ha afirmat que ell és "vell i malhumorat", mentre que el mateix Harrison diu; "El meu paper al programa consisteix en ser un vell rondinaire." Deu setmanes després de l'estrena, Pawn Stars era el programa més ben valorat del canal History, i el segon programa de telerealitat més ben valorat després de Jersey Shore. En aquest mateix període, el nombre mitjà de clients a Gold & Silver Pawn Shop s'incrementà de 70 a 700 al dia. El febrer de 2012 ja n'eren entre 3.000 i 5.000.
La fortuna neta de Harrison s'estima que és d'uns 5 milions de dòlars americans.

## Mort
Harrison va morir el 25 de juny del 2018 després d'una batalla amb la malaltia de Parkinson.